# Villa Heymans
Villa Heymans is een 19e-eeuws voormalig woonhuis aan de Ubbo Emmiussingel in de Nederlandse stad Groningen.

## Geschiedenis
Dr. Gerard Heymans (1857-1930) was filosoof, psycholoog en vanaf 1890 verbonden als hoogleraar aan de Rijksuniversiteit Groningen. Hij gaf aan architect Berlage opdracht voor hem een woonhuis met psychologisch laboratorium te bouwen. Berlage ontwierp een gebouw in de vernieuwingsarchitectuur van rond 1900. 
In 1958 werd het pand gekocht door de Stichting Eigen Huis van RKSV Albertus Magnus, met als doel er een studentensociëteit te vestigen. Er was zoveel weerstand van omwonenden en het bestuur van het Diakonessenhuis, eigenaar van de naastgelegen kraamkliniek Huize Tavenier, dat het zelfs tot een rechtszaak leidde. Eigen Huis wijzigde de plannen en kocht in 1960 een pand aan het Hoge der A. De villa is sindsdien in gebruik als kantoor. Van 1960 tot 2010 was Klein Architekten in het pand gevestigd. 
Toyisme Studio
Vanaf juni 2015 fungeerde Villa Heymans als Toyisme Studio, en daarmee als galerie voor hedendaagse kunst. Ze was het hoofdkwartier van de toyisten, een kunststroming die in 1992 was ontstaan in Emmen. In juni 2017 vertrokken de Toyisten weer, nu naar het terrein van de KLM Flight Academy op Groningen Airport Eelde.

## Beschrijving
Het gebouw werd opgetrokken op een vierkante plattegrond en heeft twee bouwlagen en een zolderverdieping onder met rode kruispannen bedekte zadeldaken.
De plint is gemaakt van bruin baksteen, de rode persstenen gevels zijn asymmetrisch, met een tuitgevel in het westelijk deel van de hoofdgevel en aan de oostkant van het gebouw. De gevels zijn voorzien van smeedijzeren muurankers, diverse rondboogvensters en loggiabogen. De vensterbanken en negblokken zijn uitgevoerd in hardsteen. Aan de zuidoostgevel is een erker aangebracht, vijfzijdig op de begane grond, overgaand in een rechthoekige erker op de verdieping. In het erkerraam is gekleurd glas in lood aangebracht.

## Waardering
Het pand werd in 1995 als rijksmonument ingeschreven in het Monumentenregister, onder andere "vanwege zijn cultuurhistorische en architectuurhistorische waarde vanwege de unieke waarde van het ontwerp, dat in het totale oeuvre van architect H.P. Berlage een belangrijke plaats inneemt, alsmede vanwege de voorbeeldfunctie die het ontwerp heeft gehad voor de stilistische ontwikkeling van de Nederlandse en in het bijzonder de Groningse architectuur."